# Shūrak-e Malekī
Shūrak-e Malekī (persiska: شورک ملکی, Shūrak Malekī) är en ort i Iran.   Den ligger i provinsen Khorasan, i den nordöstra delen av landet, 800 km öster om huvudstaden Teheran. Shūrak-e Malekī ligger 829 meter över havet och antalet invånare är 955.
Terrängen runt Shūrak-e Malekī är platt. Runt Shūrak-e Malekī är det ganska tätbefolkat, med 185 invånare per kvadratkilometer. Shūrak-e Malekī är det största samhället i trakten. Omgivningarna runt Shūrak-e Malekī är i huvudsak ett öppet busklandskap.